# Blackburn, Aberdeenshire
Blackburn är en ort i Storbritannien.   Den ligger i kommunen Aberdeenshire och riksdelen Skottland, i den norra delen av landet, 600 km norr om huvudstaden London. Blackburn ligger 80 meter över havet och antalet invånare är 1 136.
Terrängen runt Blackburn är platt. Runt Blackburn är det tätbefolkat, med 276 invånare per kvadratkilometer. Närmaste större samhälle är Aberdeen, 13,2 km sydost om Blackburn. Trakten runt Blackburn består i huvudsak av gräsmarker.